# Klockor

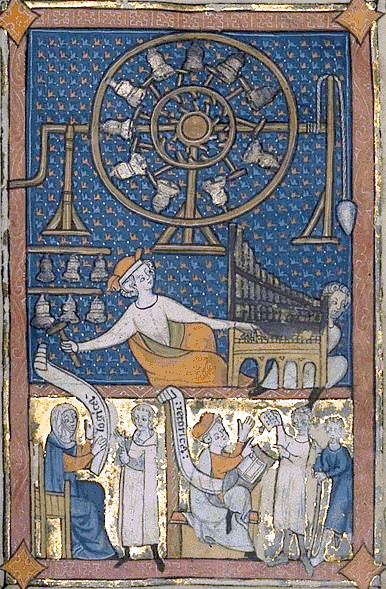
Musiker som spelar på klockor med höger hand och orgel med den vänstra. Hjulet med klockor, vev och lod ovanför är ett mekaniserat klockspel. Fransk bokillustration från omkring år 1300.

Klockor, är en typ av slagverk i symfoniorkester. Mekaniserade och automatiserade klockor kallas klockspel.